# Atrybucja zewnętrzna
Atrybucja zewnętrzna, atrybucja sytuacyjna – rodzaj atrybucji w psychologii, zakładający, iż przyczyną zachowania danej osoby były właściwości sytuacji lub inne czynniki zewnętrzne względem tej osoby (np. przypadek, trudność zadania, pech, pogoda,  śliska jezdnia, zachowanie innych ludzi, itp.) w przeciwieństwie do jego własnych cech i wyborów (np. zdolności lub ich brak, inteligencja, włożony wysiłek, motywacji, cech osobowości itp.).
Przykład: Magda jest w świetnym humorze.

Przykład atrybucji zewnętrznej: Na pewno usłyszała właśnie coś śmiesznego.

Przykład atrybucji wewnętrznej: Magda to wesoła dziewczyna.
Ludzie na ogół mają skłonność do zbyt częstego używania atrybucji wewnętrznej kosztem zewnętrznej. Efekt ten nazywa się podstawowym błędem atrybucji. Jeśli chodzi o własne czyny, to atrybucja zależy głównie od ich sukcesów (zobacz: atrybucje w służbie ego), cech osobowości (zob. np. poczucie umiejscowienia kontroli, zewnątrzsterowność, samoutrudnianie), ukierunkowania uwagi (zobacz: teoria spostrzegania siebie, błąd aktora-obserwatora), cech sytuacji (zobacz: rozproszenie odpowiedzialności).